# Presidentvalet i USA 1828
Presidentvalet i USA 1828 var det elfte valet i nationens historia. Valet blev en revansch för Andrew Jackson som vann valet med 178 elektorsröster mot 83 för sittande president John Quincy Adams.
Fyra år tidigare hade Andrew Jackson fått flest röster både i det allmänna valet och i elektorsvalet. Men eftersom han inte fick minst hälften av alla elektorsröster gick valet vidare till Representanthuset där istället John Quincy Adams utsågs till president. Efter valet hade det Demokratisk-republikanska partiet kommit att splittrats i en kamp mellan supportrar till Jackson och Adams. Jackson kom att kandidera för Demokratiska partiet medan Adams kandiderade för Nationalrepublikanska partiet. 
Tidigare år hade man utökat rösträtten och fler engagerade sig också i valet. Så många som 9,5 procent av befolkningen deltog nu i valet vilket var över en fördubbling emot tidigare val.